# Homohypochaeta ucayali
Homohypochaeta ucayali là một loài ruồi trong họ Tachinidae.